# Józef Szaflarski
Józef Szaflarski (ur. 21 listopada 1908 w Tarnowie, zm. 11 listopada 1989 w Katowicach) – geograf polski, profesor UJ w Krakowie, Wyższej Szkoły Ekonomicznej w Katowicach i Uniwersytetu Śląskiego w Katowicach.

## Życiorys
Absolwent krakowskiego III Gimnazjum im. Króla Jana III Sobieskiego z roku 1926. W tymże roku podjął studia geografii i geologii na Wydziale Filozoficznym Uniwersytetu Jagiellońskiego, kończąc je w roku 1929. Na macierzystej uczelni uzyskał w 1931 r. stopień doktora z geografii na podstawie pracy Z morfologii doliny Skawy i Górnej Raby. Pracował w latach 1930-1939 jako asystent w Katedrze Geografii Fizycznej Uniwersytetu Jagiellońskiego. Zajmował się głównie kartografią, hydrologią i historią odkryć geograficznych. Habilitował się w 1939 na podstawie pracy Morfologia i dyluwium południowych stoków Tatr. Po wojnie został kierownikiem Katedry
Geografii Fizycznej UJ (1945-1949), a później Katedry Geografii Ekonomicznej (1949-1954). Pracował równocześnie w Akademii Handlowej. W 1946 uzyskał tytuł profesora nadzwyczajnego, a w 1960 — profesora zwyczajnego. W 1955 napisał Zarys kartografii, w 1968 Poznanie Czarnego lądu. Szczególnie zasłynął w badaniach Tatr i Podtatrza. Jego opublikowana w 1972 książka Poznanie Tatr stała się jednym z podstawowych dzieł w piśmiennictwie tatrzańskim. Zawiera ona szkice o rozwoju wiedzy o Tatrach do połowy XIX w. Przed II wojną światową prowadził szereg prac badawczych, szczególnie w zakresie jezior tatrzańskich. Wyniki swoich badań opublikował m.in. w takich pracach:
- Z badań nad termiką jezior tatrzańskich („Przegląd Geograficzny” 12, 1932),
- Obecny stan badań jeziornych w Tatrach („Czasopismo Przyrodnicze” 8, 1934, nr 1),
- Morfometrja jezior tatrzańskich („Wiadomości Służby Geograficznej” 10, 1936, nr 1),
- Morfometrja jezior Doliny Białej Wody i Ciemnych Smreczyn (Kraków 1936),
- Termika i zlodzenie Zmarzłych Stawów w Tatrach Wysokich („Bull. Int. Acad. Pol. Sc. Cl. Math.” 1936),
- Warstwa tzw. przedwiosenna w termice wód jezior tatrzańskich („Przegląd Geofizyczny” 1, 1956, nr 3-4),
- Atlas jezior tatrzańskich w 3 zeszytach (Kraków 1933–36) (wspólnie z Romanem Gajdą i Wiktorem Ormickim).

Był także autorem pierwszej publikowanej pracy, poświęconej zbiornikom wodnym Babiej Góry:
- Jeziora Babiej Góry („Ziemia", t. XV, Warszawa 1930)

W zakresie historii kartografii w Tatrach opublikował m.in.:
- O niektórych najstarszych zabytkach kartograficznych, przedstawiających Tatry i ich przedpole („Wierchy” 13, 1935),
- Pierwsze mapy topograficzne Tatr z końca XVIII w. („Wierchy” 22, 1953),
- Mapa Tatr Jerzego Wahlenberga z r. 1813 jako prototyp mapy warstwicowej („Czasopismo Geograficzne” 29, 1958, nr 2),
- První vrstevnicová mapa Tater a jejich předpolí z roku 1857 („Sbor. Čs. Společ. Zemep.” 67, 1962, nr 2).

Opublikował także prace o najstarszych panoramach tatrzańskich:
- Nowo odkryta panorama Tatr z r. 1719 („Wiadomości Służby Geograficznej” 8, 1934, nr 4),
- Trzy najstarsze panoramy tatrzańskie („Wiadomości Geograficzne” 14, 1936, nr 3-4).

W czasie II wojny światowej organizował w Krakowie tajne nauczanie z zakresu geografii.
W 1987 roku Akademia Ekonomiczna im. Karola Adamieckiego w Katowicach (obecnie Uniwersytet Ekonomiczny) nadała mu tytuł doktora honoris causa. Członek Polskiego Towarzystwa Geologicznego